# Doris Grau
Doris Grau (* 12. Oktober 1924 in New York City, New York; † 30. Dezember 1995 in Los Angeles, Kalifornien) war eine US-amerikanische Schauspielerin, Synchronsprecherin und Script Supervisor. 

## Leben und Arbeit
Grau ist vor allem bekannt für ihre Arbeit als Script Supervisor (45 Folgen) und als Stimme von Küchenhilfe Doris in Die Simpsons. Von 1965 an arbeitete sie als Script Supervisor, unter anderem für einige Folgen von Cheers und entdeckte die Arbeit als Schauspielerin und Synchronsprecherin erst einige Jahre später für sich. Neben der Rolle von Küchenhilfe Doris sprach sie eine weitere Doris in The Critic. Beide Figuren sind starke Raucherinnen.
Als Schauspielerin spielte sie unter anderem im Film Ein ehrenwerter Gentleman mit.
1995 starb sie im Alter von 71 Jahren aufgrund einer Atemwegserkrankung. Nach Graus Tod verstummte ihre Figur in Die Simpsons bis zur 18. Staffel. Inzwischen wird die Rolle von Tress MacNeille gesprochen.

## Script Supervisor (Auswahl)
- 1965: Nymphomania
- 1968: Inferno am Fluß
- 1973: Der Schläfer
- 1976: King Kong
- 1979: Der Champ
- 1981: Caveman – Der aus der Höhle kam
- 1983–1985: Cheers
- 1985: Alle Mörder sind schon da
- 1987: No Way Out – Es gibt kein Zurück
- 1990–1993: Die Simpsons

## Filmografie

### Synchronrollen
- 1986: All Is Forgiven (zu deutsch: Alles ist vergeben) als Mrs. Fontaine
- 1991–1995 (1997): Die Simpsons als Küchenhilfe Doris
- 1994–1995: The Critic als Doris Grossman
- 1995: Ein Schweinchen namens Babe

### Serien
- 1986–1987: Cheers (drei Folgen)
- 1988–1989: The Tracey Ullman Show (drei Folgen)
- 1992: Sibs (zwei Folgen)
- 1994: Monty (Folge 1x09)
- 1994: The George Carlin Show (Folge 1x09)

### Filme
- 1992: Ein ehrenwerter Gentleman (The Distinguished Gentleman)
- 1995: Cold Blooded (Coldblooded)